# Victor Haderup
Victor Frants Nachtegall Haderup (født 25. juli 1845 i Vesterborg på  Lolland, død 29. april 1913 i Charlottenlund) var en dansk tandlæge, der er kendt for at have udviklet det tandskema for navngivning af tænder, der stadig anvendes. Han var med til at oprette Tandlægehøjskolen.
Victor Haderup blev dimitteret fra Nykøbing Falster Skole i 1863, tog lægeeksamen i 1871, var derpå kandidat på Kommunehospitalet i København og virkede i de følgende år som praktiserende læge forskellige steder på Øerne. Efter at have uddannet sig som tandlæge i Berlin og København oprettede han her i 1878 en klinik for mund- og tandsygdomme, blev i 1880 medlem af Kommissionen for tandlægeeksamen, 1881 formand for Dansk Tandlægeforening (indtil 1886 og atter 1890-91 og 1899-1900), 1884 læge i sit specialfag ved poliklinikken for ubemidlede og medlem af sammes bestyrelse, 1885 medlem af Kommissionen for ordning af tandlægevæsenet i Danmark. 
Han var i flere år medredaktør af Skandinavisk Tidsskrift for Tandlæger, blev i 1888 leder af den teoretiske undervisning ved den nyoprettede Tandlægehøjskole og tog samme år doktorgraden. Han foretog flere studierejser og repræsenterede sit specialefag ved forskellige internationale lægevidenskabelige kongresser. I sit specialefag, ligesom også på andre lægevidenskabelige områder, har han publiceret forskellige afhandlinger.
I store dele af verden anvendtes indtil 1970'erne Haderups nomenklatur fra 1887 og i Danmark bruges dette tandskema fortsat.
Han var redaktør af Nordisk Tidsskrift for Abnormvæsen 1889-1902, formand for Den skandinaviske Tandlægeforening 1891-92, leder af fonetisk kursus ved Universitetet 1895-99, ved Statens Lærerhøjskole 1898, medlem af flere udenlandske tandlægeselskaber, redaktør af Tandlægebladet.
I 1902 blev han professor. Han var Ridder af Dannebrog og af den svenske Vasaorden.
Panum Instituttet ved Københavns Universitet har opkaldt et auditorium efter ham.